# Graham Symonds
Graham Henry Symonds (Coventry, Inglaterra, 21 de marzo de 1937 - 2 de junio de 2006) fue un nadador especializado en pruebas de estilo mariposa. Fue medalla de bronce en 200 metros mariposa en durante el Campeonato Europeo de Natación de 1958.

## Palmarés internacional
| Campeonato Europeo de Natación | Campeonato Europeo de Natación | Campeonato Europeo de Natación | Campeonato Europeo de Natación |
| Año                            | Lugar                          | Medalla                        | Prueba                         |
| ------------------------------ | ------------------------------ | ------------------------------ | ------------------------------ |
| 1958                           | Budapest (Hungría)             | Medalla de bronce              | 200 m mariposa                 |